# Python réticulé
Malayopython reticulatus
Espèce
Synonymes
- Boa reticulata Schneider, 1801
- Boa rhombeata Schneider, 1801
- Boa phrygia Shaw, 1802
- Coluber javanicus Shaw, 1802
- Python schneideri Merrem, 1820
- Python reticulatus (Schneider, 1801)
- Python reticulatus saputrai Auliya, Mausfeld, Schmitz & Böhme, 2002
- Broghammerus reticulatus saputrai (Auliya, Mausfeld, Schmitz & Böhme, 2002)
- Python reticulatus jampeanus Auliya, Mausfeld, Schmitz & Böhme, 2002
- Broghammerus reticulatus jampeanus (Auliya, Mausfeld, Schmitz & Böhme, 2002)
- Broghammerus reticulatus ssp. Hoser, 2004
- Broghammerus reticulatus (Schneider, 1801)

Statut de conservation UICN

 LC  : Préoccupation mineure
Statut CITES
Le python réticulé (Malayopython reticulatus) est une espèce de serpents de la famille des Pythonidae. C'est un serpent de grande taille qui se rencontre en Asie du Sud-Est.

## Description
Ce serpent constricteur, l'espèce de serpents la plus grande du monde, mesure en moyenne entre 4 et 9 mètres pour un poids compris entre 90 et 140 kilos. Il peut exceptionnellement atteindre 10 mètres, comme une femelle tuée par des habitants de Célèbes en 1912 et mesurée par un ingénieur. Par ailleurs, une femelle longue de 8,70 mètres, morte en 1963 au zoo d'Highland Park en Pennsylvanie, avait atteint un poids maximal de 145 kilos.
C'est une espèce massive comme tous les Pythonidae, mais malgré son poids, il reste plus élancé que d'autres constricteurs, notamment le Grand anaconda. 

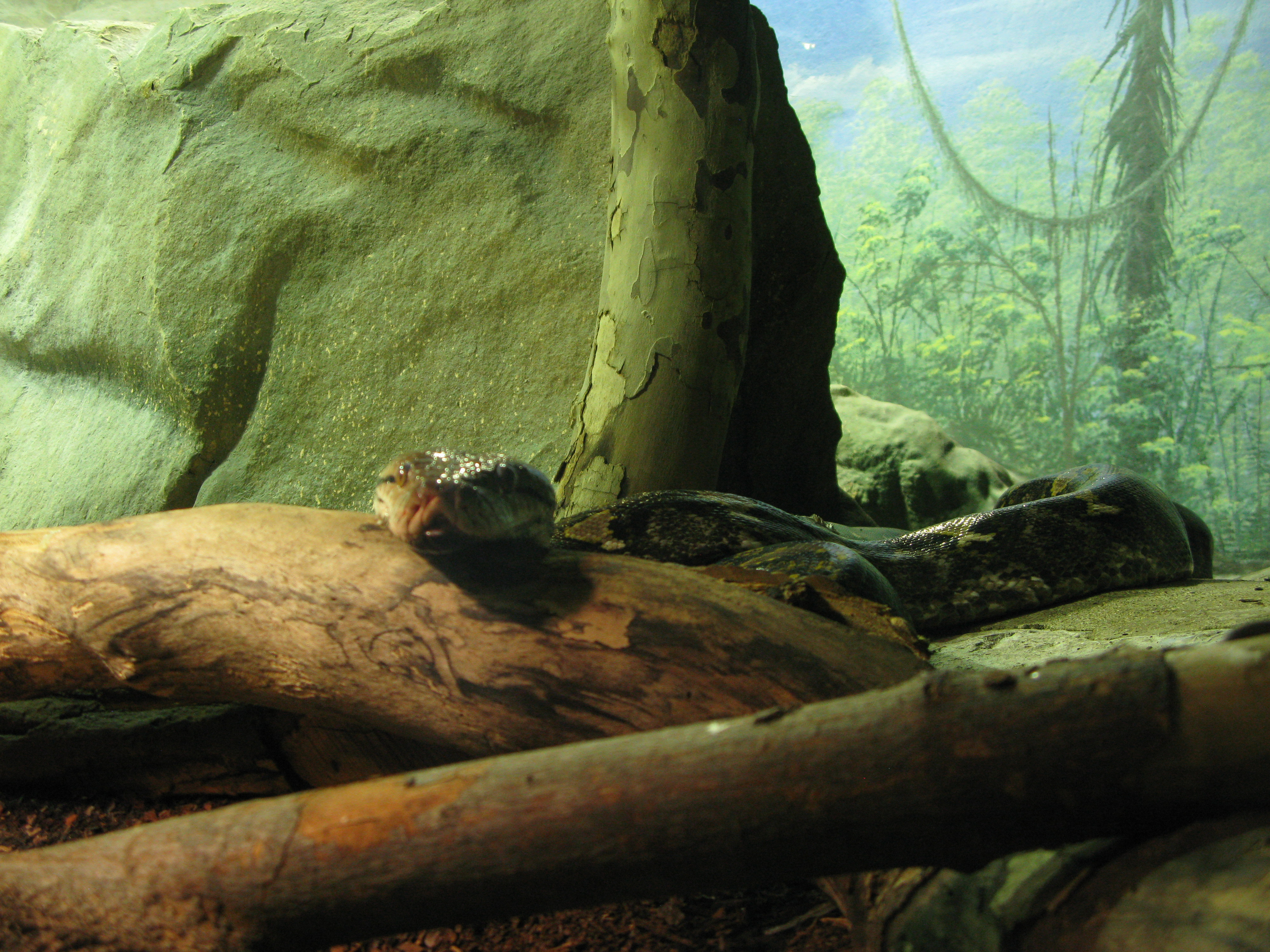
Python réticulé, Ménagerie du jardin des plantes, Paris

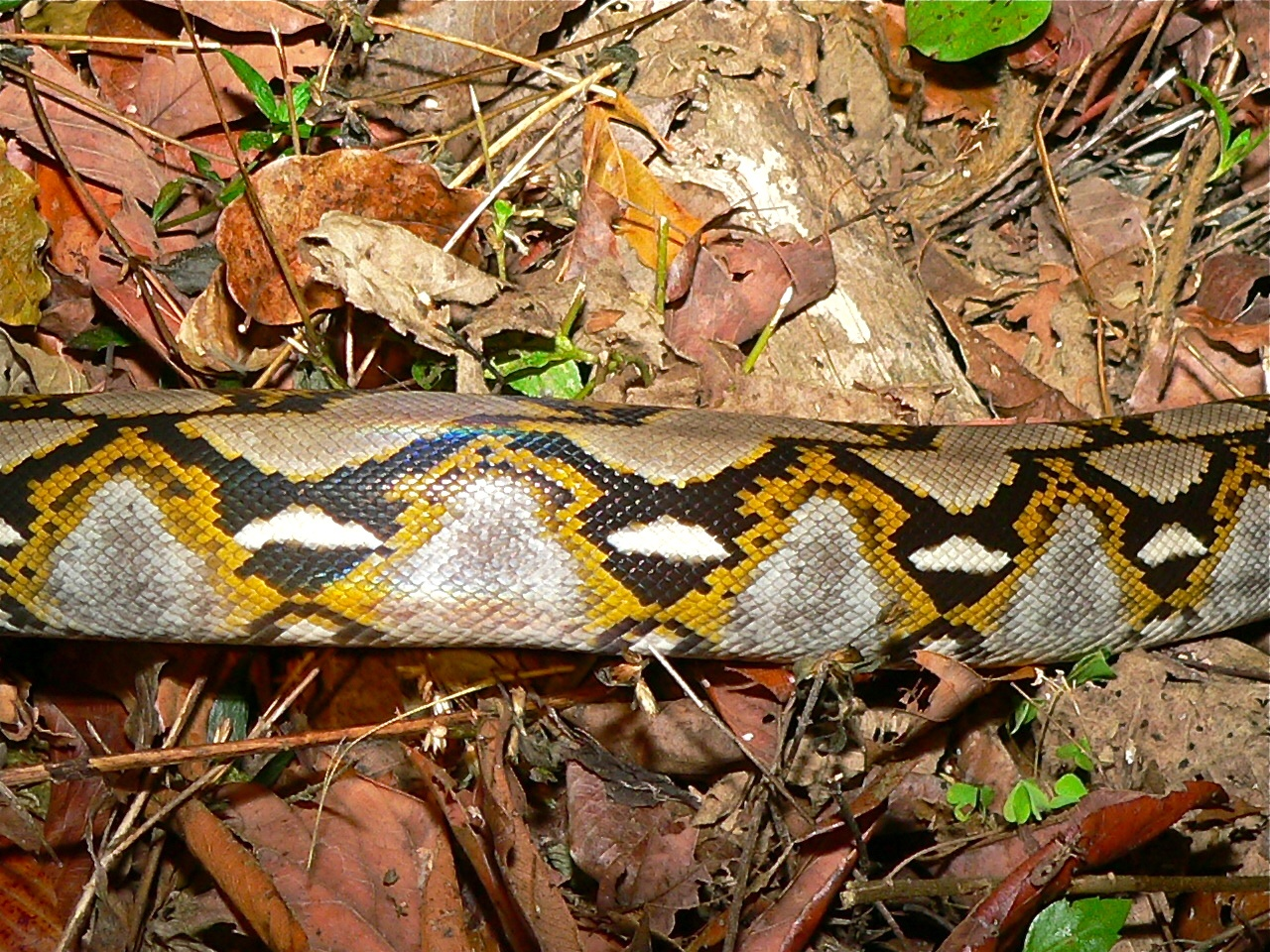
Détail de la robe
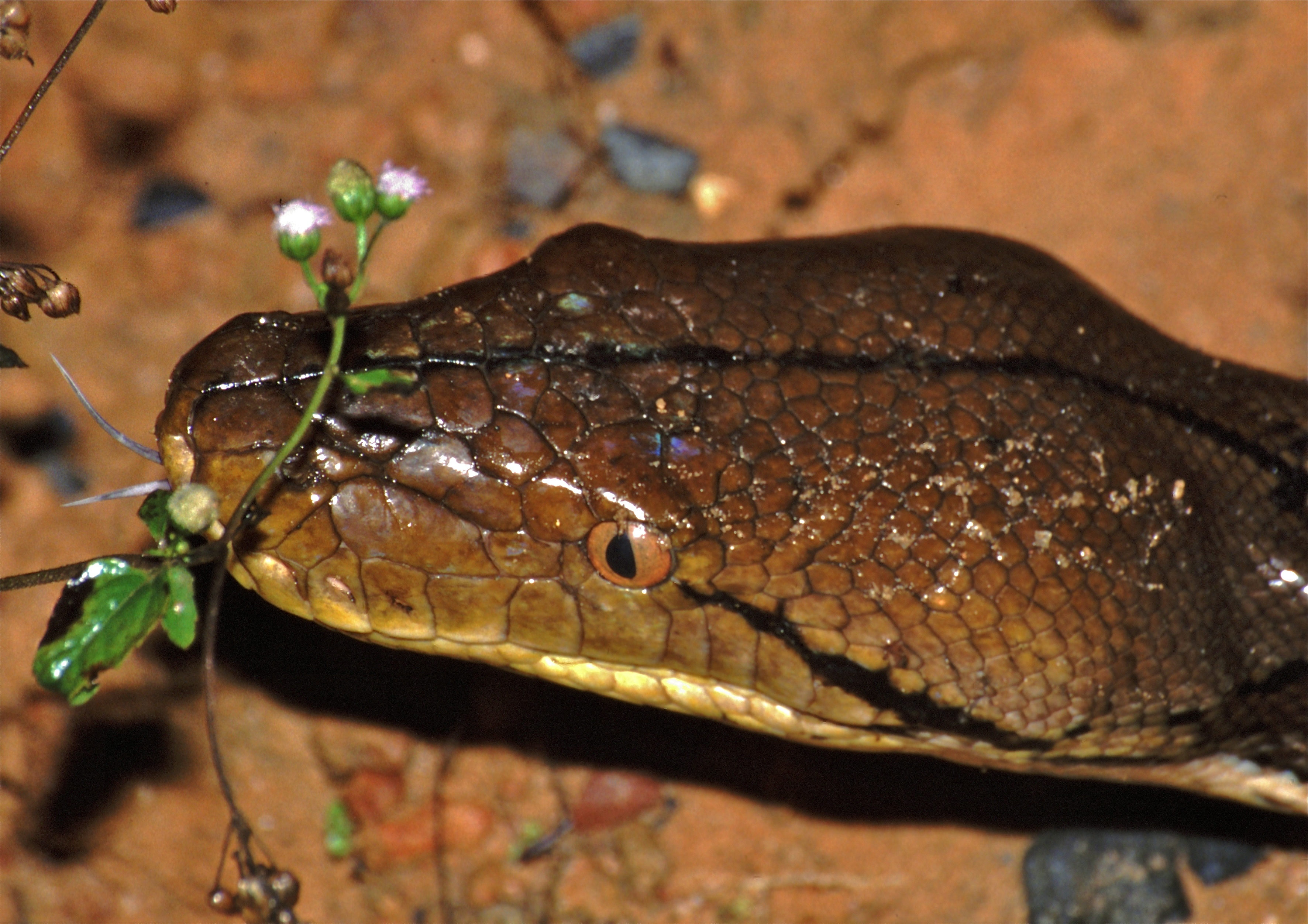
Détail de la tête photographiée dans le parc national de Khao Yai
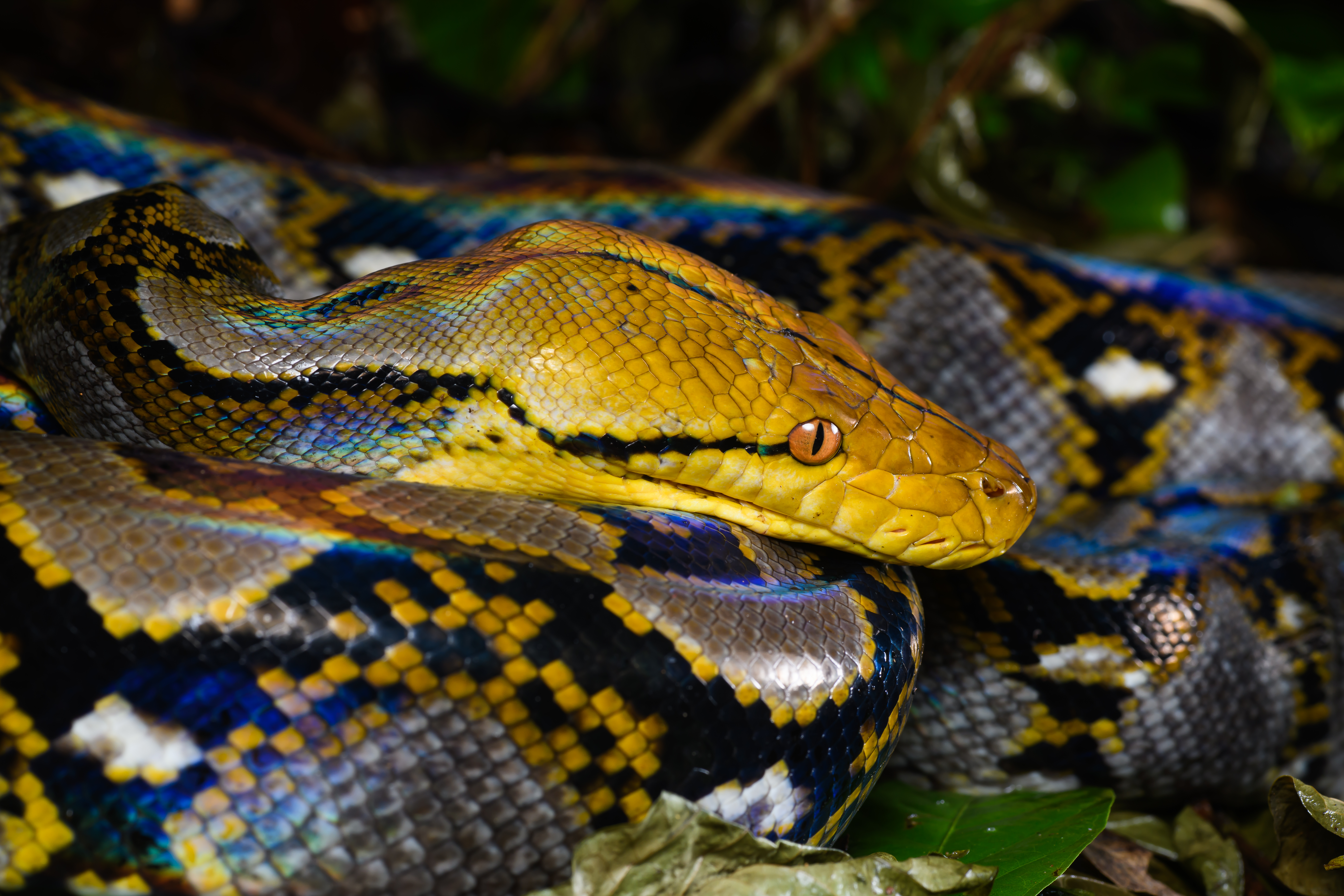
Autre portrait de python réticulé, dans la Province de Phetburi en Thaïlande.

Sa robe brun clair, l'une des robes les plus richement colorées chez les serpents, comporte des motifs complexes en forme de losange brun-sombre et ocre-jaune, plus ou moins réguliers, parfois tachetés de brun, permettant des reflets irisés.
Sa tête est uniformément brun clair avec trois fines bandes noires, une sur le sommet du crâne et deux sur les côtés qui partent de ses yeux, ces derniers étant orangés. Les jeunes pythons réticulés sont plus élancés et sombres que les adultes mais possèdent les mêmes motifs.

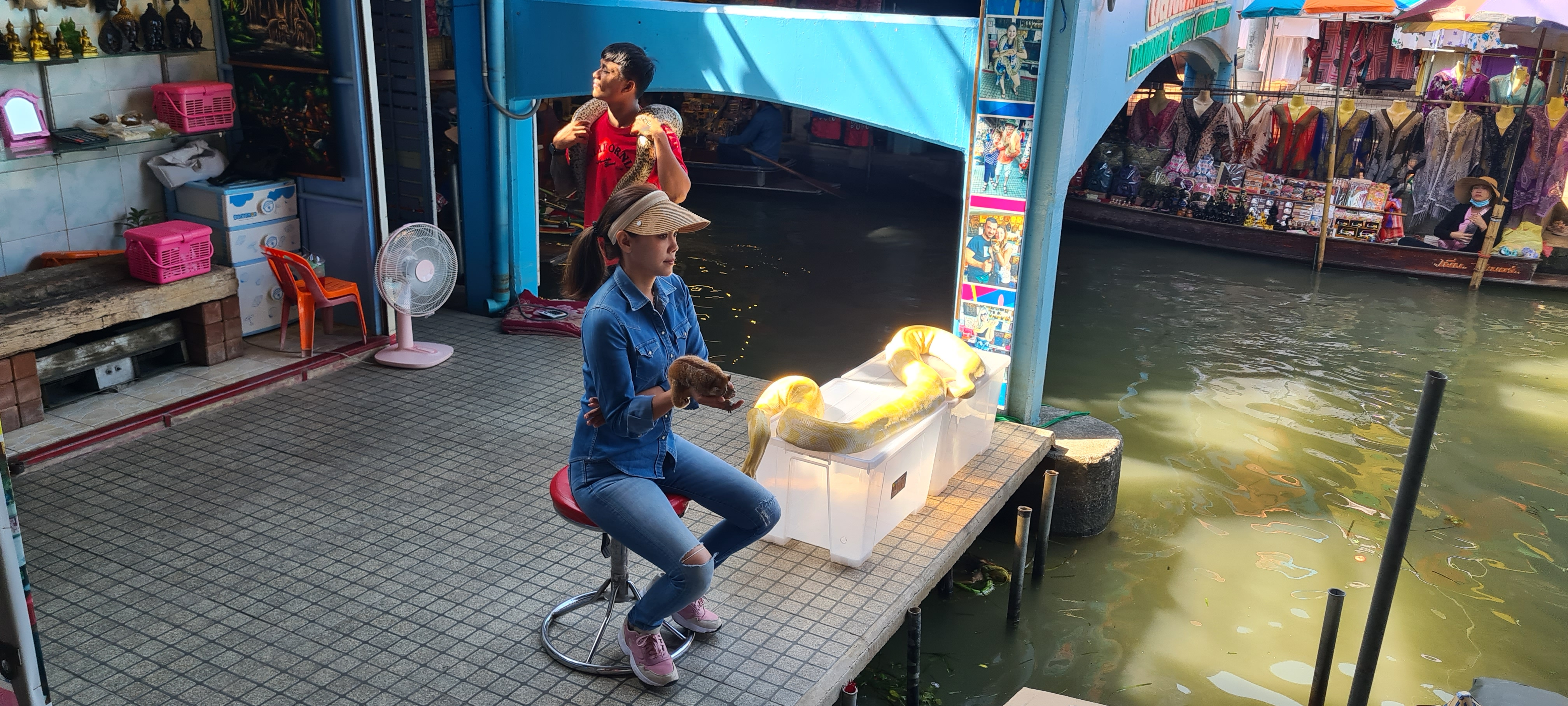
Python réticulé blanc (atteint de leucisme ou bien albinos), marché flottant de Damnoen Saduak, Thaïlande

Comme chez la plupart des serpents, il existe des morphes albinos. On retrouve plusieurs degrés d'albinisme. Chez les plus pâles, le brun clair est remplacé par du blanc et les motifs brun et ocre sont jaune citron. Il existe d'autres variantes où le blanc est remplacé par du gris violacé.
Les individus atteint de leucisme sont entièrement blancs, mais leurs yeux sont noirs et non rougeâtres comme chez les albinos.
C'est un serpent qui se déplace très lentement : il avance à seulement 1 km/h environ.
Ce python peut vivre plus de trente ans.

## Distribution et habitat

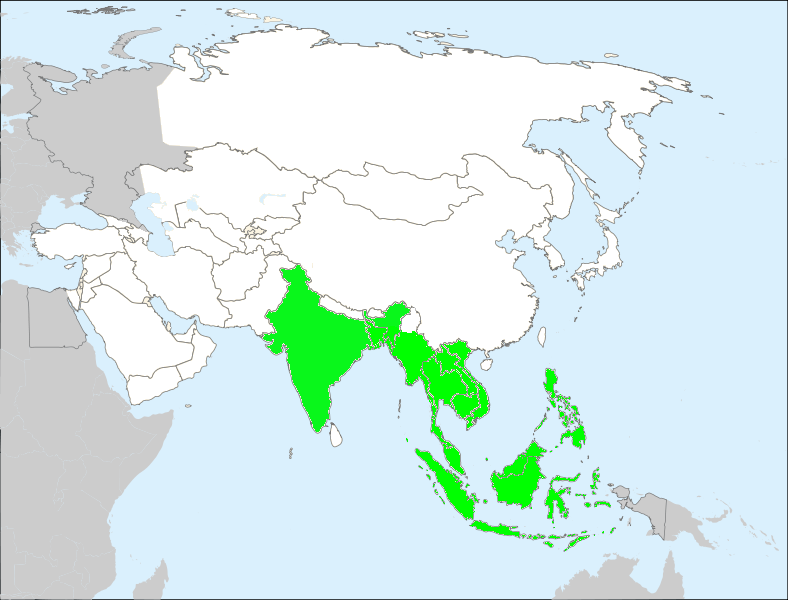
Aire de répartition du python réticulé

C'est une espèce présente dans les forêts tropicales, les lisières de forêts et les prairies attenantes, souvent à proximité de l'eau. C'est d'ailleurs un excellent nageur.
Il a aussi été observé en mer loin des côtes, ce qui expliquerait comment il a pu coloniser une série de petites îles et îlots. Jusqu'au XIXe siècle, il était considéré comme commun dans certaines grandes villes asiatiques, notamment Bangkok.
Son aire de répartition englobe quasiment toute l'Asie du Sud-Est : Bengale, Bangladesh, Birmanie, Thaïlande, Cambodge, Laos, Viêt Nam, Malaisie, Brunei, Philippines et Indonésie (sauf en Nouvelle-Guinée),.

## Comportement

### Alimentation
Comme la plupart des serpents cette espèce est un chasseur embusqué qui passe une grande partie de son temps partiellement caché dans l'attente d'une proie. Il chasse le plus généralement au sol, mais arrive malgré son poids important à grimper dans les arbres. Son régime alimentaire se compose principalement de mammifères moyens ou grands et d'oiseaux. Comme tous les pythons, il tue par constriction.
Les pythons de 3-4 mètres chassent principalement des rongeurs, des scandentiens et des chauve-souris. Les plus gros individus chassent des viverridae (binturongs, civettes), des singes, des cervidés et des cochons sauvages. À proximité des habitations, le régime alimentaire de l'espèce inclut aussi des animaux domestiques (chiens, chats, volailles, porcs, chèvres). Parmi les récits des grosses proies mangées par un Python réticulé le plus solidement documenté fut un ours malais de 23 kilos tué par un spécimen de 6,95 mètres et digéré en 10 semaines. Mais des cas d'absorptions de proies plus grosses encore ont été rapportées. En mars 2017, un jeune cultivateur de 25 ans a été tué par un python réticulé de 7 mètres à Karossa, dans la province de Sulawesi occidental en Indonésie. Son corps a été retrouvé entier dans le serpent mort. L’outil et une botte du cultivateur qui se trouvaient à côté du serpent qui avait du mal à se déplacer en raison de son ventre qui avait grossi, a permis de comprendre le drame dont a été victime le cultivateur.

### Reproduction
Cette espèce est ovipare. Le mâle fait sa cour à la femelle en la couvrant de caresses jusqu'à ce qu'elle soit consentante. La femelle pond entre 15 et 80 œufs, rarement jusqu'à 100. Leur température d'incubation est de 31-32 °C et ils mettent en moyenne 88 jours pour éclore. Les femelles (généralement plus grosses que les mâles) défendent farouchement leur ponte, qu'elles protègent dans leurs anneaux. Les serpenteaux nouveau-nés mesurent alors entre 50 et 60 cm, rarement 1 m de long. Après leur éclosion, la mère les ignore.

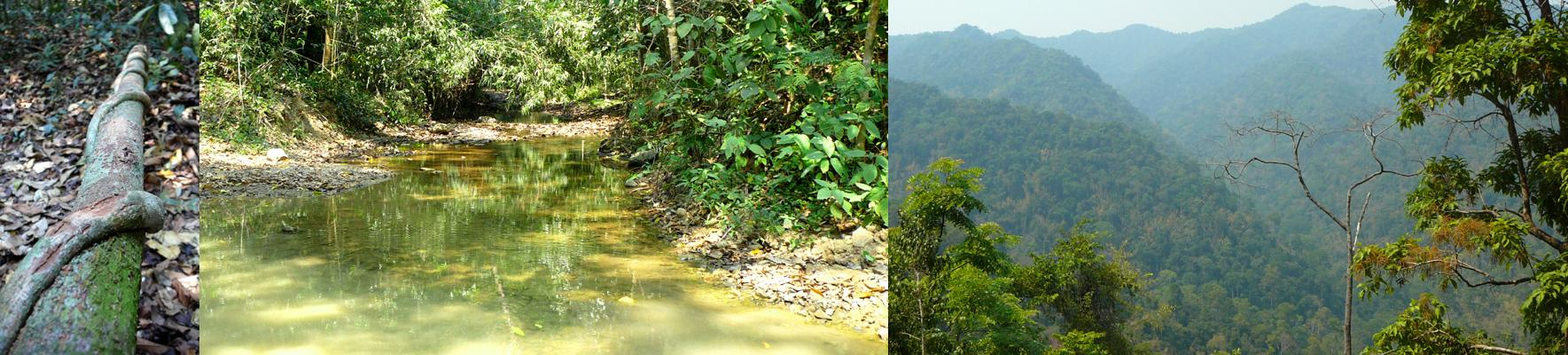
Différents milieux de vie du Python réticulé : sous-bois, cours d'eau en zone tropicale humide. Parc national de Kaeng Krachan, Thaïlande

## Le Python réticulé et l'Homme

### Menaces
Cette espèce de pythons est chassée pour sa peau. Sa robe aux motifs complexes en fait le serpent le plus vendu pour la confection d'articles en cuir. En effet, environ 350 000 peaux sont exportées chaque année, principalement pour alimenter le marché européen (Italie, France et Espagne). En 2004 l'Union européenne, pour éviter l'extinction de l'espèce et en raison des conditions d'abattage, interdit l'exportation vers l'Europe des peaux prélevées sur les pythons de Malaisie. Un trafic illégal qui transite par Singapour et la Turquie s'est mis en place pour contourner l'interdiction et alimenter ainsi l'industrie du luxe européen, trafic facilité par l'absence d'un système de traçabilité efficace.

### Protection
L'espèce est classée en annexe II de la CITES.

### Élevage en captivité
Le Python réticulé est élevé dans des parcs zoologiques ou des particuliers amateurs de terrariophilie.

## Liste des sous-espèces
Selon The Reptile Database (12 février 2014) :
- Malayopython reticulatus reticulatus (Schneider, 1801)
- Malayopython reticulatus jampeanus (Auliya, Mausfeld, Schmitz & Böhme, 2002)
- Malayopython reticulatus saputrai (Auliya, Mausfeld, Schmitz & Böhme, 2002)

## Étymologie
La sous-espèce Malayopython reticulatus saputrai est nommée en l'honneur de George T. Saputra. La sous-espèce Malayopython reticulatus jampeanus est nommée en référence au lieu de sa découverte, l'île de Tanahjampea.

## Publications originales
- Auliya, Mausfeld, Schmitz & Böhme, 2002 : Review of the reticulated python (Python reticulatus Schneider, 1801) with the description of new subspecies from Indonesia. Naturwissenschaften, vol. 89, p. 201–213 (texte intégral).
- Schneider, 1801 : Historiae Amphibiorum naturalis et literariae. Fasciculus secundus continens Crocodilos, Scincos, Chamaesauras, Boas. Pseudoboas, Elapes, Angues. Amphisbaenas et Caecilias. Frommani, Jena, p. 1-374 (texte intégral).